# Charles Le Beauclerc
Pour les articles homonymes, voir Beauclerc.
Charles Le Beauclerc seigneur d'Achères  et de Rougemont, né vers 1560, décédé à Paris le 12 octobre 1630, et enterré aux Feuillants d’Achères, est un homme d’État français

## Biographie
Fils de Jean Le Beauclerc (mort en 1572 inhumé dans l'église Saint-Pierre-Es-Lien de Bouray), trésorier de l'extraordinaire des guerres (4 mars 1559), trésorier alternatif de la taille en l'élection de Péronne (26 décembre 1565), et d’Anne de Plancy, il épouse par contrat du 25 février 1585 Gabrielle Robin (morte le 27 janvier 1636, et inhumée dans l'église d'Achères), dont il a deux enfants, Michel, et Antoinette.
Charles Le Beauclerc est nommé contrôleur général des finances d'Hercule François duc d'Anjou (avant le 26 mars 1584), capitaine du château d'Yainville (le 6 octobre 1586). Il est ensuite successivement conseiller notaire secrétaire du roi, maison et couronne de France (5 novembre 1586-1619), premier commis du secrétaire d'État Ruzé de Beaulieu (1588-1594), trésorier de France à Rouen (par lettres patentes du 31 octobre 1591), commis dans les bureaux du secrétaire d'État Brulart (1606), secrétaire des commandements du Dauphin (1608-1610), conseiller d’Etat (22 mars 1609), secrétaire des finances (6 juillet 1610), secrétaire du cabinet du roi (3 mai 1611). Du 12 mars 1622 à 1624, il devient secrétaire des commandements de la reine Anne d’Autriche dont il épure les finances, puis du 24 janvier 1623 à février 1624, intendant des finances à la place de Pierre Baudouyn de Soupir (par commission datée de Paris) responsable entre autres de la généralité de Poitiers et celle de Bordeaux.
Il occupe les fonctions de secrétaire d'État à la Guerre du 5 février 1624, au 12 octobre 1630 sous Louis XIII, après le renvoi de Pierre Brulart marquis de Sillery, vicomte de Puisieulx. Le règlement du 11 mars 1626 précise ainsi ses attributions : "le Sieur de Beauclerc aura la Guerre, suivant le Règlement de l'an Mil six centz [sic] dix neuf pour le dedans du royaume, mais toute entière pour les Estrangers [sic], le Taillon [impôt destiné depuis 1549 à financer l’entretien des armées] et l'artillerie, sans qu'aucun autre desdits Secretaires d'Estat [sic] y aye [sic] part; et outre cela il aura le Poictou [sic], la Marche, Limousin, Angoumois, Xaintonge [sic], Lyonnais, Dauphiné, Provence et la Marine du Levant". À ce titre, il participe, en 1626-1627, au siège de La Rochelle. Il contresigne également plusieurs édits importants relatifs notamment à la suppression des offices de connétable et d'amiral de France (janvier 1627 registré le 13 mars 1627), à la création de 12 généraux des finances des camps et armées et garnisons de France (février 1627 à Paris, registré à la cour des comptes de Paris le 5 août 1627) et à la révocation des 200 gentilshommes de la chambre du roi,. Dans ces fonctions, il apparaît surtout comme un exécutant qui reçoit les instructions du roi et du cardinal de Richelieu, les transmet en veillant à leur bonne exécution
Après l'éclatement du secrétariat aux affaires étrangères, il est chargé de suivre  du 16 février 1624 au 11 mars 1626, les affaires concernant la Suède, le Danemark et l'Écosse. La France soutient alors le roi du Danemark Christian IV contre la maison d'Autriche. Cependant cette aide ne sera pas suffisante et le souverain, défait, sera obligé de signer le traité de Lubeck le 22 mai 1629.
En 1621, Charles Le Beauclerc achète à Charles Hotman les seigneuries de Rougemont et d'Achères. Par lettres patentes données à Nantes le 8 juillet 1626 et registrées au parlement le 18 novembre 1626, ces terres et seigneuries sont réunies et érigées en sa faveur en baronnie d'Achères

Ses armes sont de gueules à un chevron d’or accompagné de deux têtes de loup de même en chef et d’un loup en pointe ; au chef d’azur, chargé d’un croissant montant d’argent